# Lomelosia rotata
Lomelosia rotata är en tvåhjärtbladig växtart som först beskrevs av Friedrich August Marschall von Bieberstein, och fick sitt nu gällande namn av W. Greuter och Burdet. Lomelosia rotata ingår i släktet Lomelosia och familjen Dipsacaceae. Inga underarter finns listade i Catalogue of Life.